# Lac Charland (Matawinie)
Pour les articles homonymes, voir Charland.
Le lac Charland est formé par un élargissement de la rivière du Milieu. Il est situé le territoire non organisé du lac-Matawin, dans la municipalité régionale de comté de Matawinie, dans la région administrative de Lanaudière, au Québec, au Canada.

## Géographie
Le lac Charland est constitué par un élargissement de la rivière du Milieu. Ce lac est situé à 8 km au nord-ouest du village de Saint-Michel-des-Saints. La rivière du Milieu coule du nord au sud, et se déverse dans la baie du milieu, situé sur la rive ouest de la partie ouest du réservoir Taureau.

## Toponymie
Ce toponyme évoque la mémoire de Louis Charland (1772-1813), arpenteur et cartographe. Natif de la ville de Québec, il y est demeuré avant d'aller s'établir à Montréal où il œuvra comme inspecteur des Chemins à partir de 1799. Louis Charland est le concepteur plusieurs plans de Montréal et de la ville de Québec dont la valeur historique est certaine. Il est coauteur avec Jean-Baptiste Duberger et William Vondenvelden de la première carte exacte du Bas-Canada, publiée à Londres (Angleterre) en 1803. Il est aussi l'auteur de "Extraits des titres des anciennes concessions de terre en fief et seigneurie".
Le toponyme "Lac Charland" a été inscrit le 5 décembre 1968 à la Banque des noms de lieux de la Commission de toponymie du Québec.